# Hokku
El hokku, derivado del Haikai-no-Renga, es una de las formas de poesía tradicional japonesa.
Aunque sigue siendo utilizado para ese fin (pero en menor grado), el hokku era el término que designaba al primer poema de la sucesión de estos que conforma el Haikai-no-Renga. 
Matsuo Bashō, poeta muy afamado del haikai, independizó el hokku del Haikai-no-Renga, agregándole, según varios eruditos, una cota de "espiritualidad".
De esta manera el hokku se transformó en otro estilo de poesía japonesa, considerado como una derivación del Haikai-no-Renga, e indirectamente del haikai.